# Дросел
Дросел или Електрически дросел (на английски: Choke; на немски: Drossel) е индуктивен елемент (бобина), навита самостоятелно на магнитопровод без намотки на други ел.вериги, които да оказват влияние на индуктивността. Дроселите освен в променливотокови вериги, могат да бъдат използвани и в постояннотокови вериги, където постоянният ток се подава на интервали, при което в бобината се трупа енергия, която се отдава на други компоненти.

## История
Първите дросели се патентоват непосредствено след изобретяването на първия индуктивен елемент.

## Принцип на действие
При подаване на напрежение на бобината, около нея се създава магнитно поле. Всяко изменение на тока и напрежението се противопоставя с енергията на магнитното поле, като се стреми да ги запази постоянни. Най-общо дроселите се използват за работа с индуктивност при всякакви честоти. Импедансът на дросела нараства с честотата. Най-разпространеното им приложение е при веригите с ниски честоти, LC филтри и осцилатори. Когато една намотка се използва като дросел във високочестотна верига, обикновено съдържа такъв брой навивки, който е резонансен на работната честота, така че дроселът да има максимален импеданс на дадената честота. Дроселите имат свойството да филтрират високочестотен променлив ток и да пропускат нискочестотен такъв.
Дроселите, които се използват в мрежата имат функцията да ограничат и регулират тока съответно и напрежението на някои специализирани консуматори, които не могат да бъдат директно захранени.

## Класификация
- Дросели за радио честоти (Балуни)
- Дросели за ниски честоти
- Дросели за захранващи устройства
- Филтриращи дросели, (реактори)